# 대전 중암사 부도
대전 중암사 부도(大田 中庵寺 浮屠)는 대전광역시 중구 정생동, 정암사에 있는 조선시대의 부도이다. 1989년 3월 18일 대전광역시의 문화재자료 제11호로 지정되었다.

## 개요
중암사 불당에서 약 50m 떨어진 곳에 자리하고 있는 6기의 부도와 1기의 탑비이다. 중암사는 대전과 금산의 경계를 이루는 천비산 중턱에 자리잡고 있는 사찰로, 예전에는 서산대사 ·사명대사 ·영규대사 등의 초상을 모신 영정각이 있었다고 전해지나, 지금은 불당으로 쓰이는 함석지붕의 건물 한 채만 남아있다.
부도는 승려의 시신을 화장한 후 그 유골이나 사리를 모셔두는 곳으로, 이 6기의 부도는 각각 한월당(漢月堂), 추월당(秋月堂), 천봉당(天峰堂), 홍파당(泓波堂), 수월당(水月堂), 월영당(月影堂)의 여섯 승려의 사리를 모시고 있다. 모두 돌종 모양의 형식을 띠고 있어서, 바닥돌 위로 낮은 받침돌을 두고, 종 모양의 탑몸돌을 올렸다. 그 위로 지붕돌을 올려 놓은 것도 보이고, 둥근 머리장식을 올려 마무리 한 것도 있다.
맨 왼쪽에 서 있는 탑비는 낮은 사각 받침돌위로 비몸을 세우고 지붕돌을 올린 모습이다.
비에 새긴 기록으로 미루어 조선 정조 8년(1784)에 비를 세웠음을 알 수 있는데, 함께 있는 이 부도들 역시 이와 비슷한 시기인 조선시대 후기의 작품들로 보인다.

## 참고 자료
- 중암사부도 - 국가유산청 국가유산포털